# Русанов, Владимир Александрович
Влади́мир Алекса́ндрович Руса́нов (3 [15] ноября 1875, Орёл — 1913(?), Карское море(?)) — русский арктический исследователь.

## Хронология жизни
- 1887—1889 — обучение в Орловской гимназии[3].
- 1897 — Окончил Орловскую духовную семинарию
- 1897 — За участие в революционном движении был арестован.
- 1899 — освобождён под негласный надзор полиции.
- 1901 — был сослан на 2 года в Усть-Сысольск, где работал статистиком в земской управе[4].
- 1903 — эмигрировал во Францию (Париж), где окончил естественное отделение Парижского университета по специальности геология (1907 год).
- 1907 — посетил Новую Землю, пешком исследовал пролив Маточкин Шар.
- 1908 — участник французской научной экспедиции на Новую Землю под начальством Шарля Бенара; впервые пересёк пешком о. Северный.
- 1909, 1910 и 1911 — руководитель русских научных экспедиций. На моторно-парусных судах обошёл вокруг Новой Земли.
- 1912 — возглавил экспедицию на боте «Геркулес» по обследованию угленосных районов Шпицбергена; затем отправился в плавание вокруг мыса Желания на восток и пропал без вести с экипажем рядом с полуостровом Михайлова (время и обстоятельства гибели экспедиции остались невыясненными).
- 1934 — на островах у западного побережья Таймыра были обнаружены деревянный столб с надписью «Геркулес 1913» и некоторые вещи участников экспедиции.

Именем Русанова названы бухта и полуостров на Новой Земле, ледник на Северной Земле, гора в Антарктиде, улица в Архангельске, Мурманске и др. В Орле имеется дом-музей В. Русанова, расположенный на улице Русанова в Железнодорожном районе.
Является одним из прототипов капитана Татаринова из книги Вениамина Каверина «Два капитана».

## Биография

### Детство

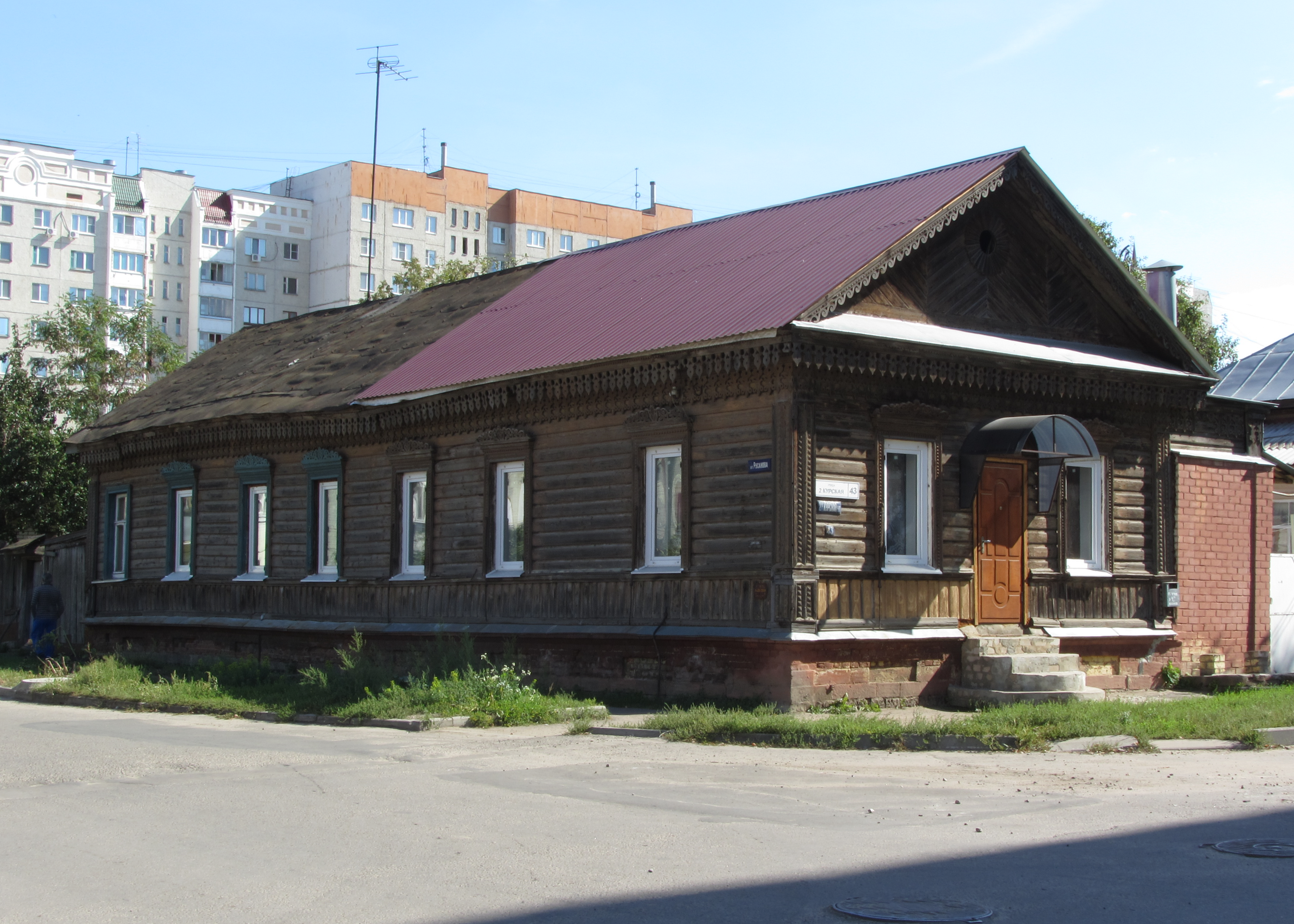
Дом, в котором родился и жил Владимир Русанов (совр. адрес: г. Орёл, 2-я Курская ул. д.43)

Русанов родился 3 ноября 1875 года в городе Орле в купеческой семье. Отец его умер, когда Русанов был ещё ребёнком. Перед смертью отец разорился, оставив вдову с сыном почти без всяких средств к существованию. Мать Русанова, несмотря на материальные затруднения, решила дать сыну хорошее образование и устроила его в лучшее в городе учебное заведение — классическую гимназию. Однако, к удивлению всех знакомых и родных, мальчика вскоре исключили за неуспеваемость. 
Ни уговоры, ни наказания не помогали[прояснить]. Живой ум и непосредственность Русанова были не в ладах с сухими и догматическими методами преподавания казённой школы. Он увлекался чтением книг, описывающих приключения и путешествия, загородными прогулками, с которых возвращался с карманами, полными всевозможных камней. Это были его первые «геологические коллекции».
В двенадцать лет, его, очевидно, не без помощи отчима, преподавателя Орловской семинарии, устроили в это учебное заведение. Успехи юного Русанова в духовной семинарии были также не блестящими, особенно ненавистны были подростку «богословские науки». 

### Революционная деятельность
Неудовлетворённый учёбой, Русанов сблизился с революционно настроенной молодёжью. В 1894 году девятнадцатилетним юношей он вступил в подпольный кружок, который в 1896 году вошёл в состав социал-демократического «Рабочего Союза». Вскоре юноша стал одним из самых активных подпольщиков.
Окончив весной 1897 года семинарию, Русанов поступил вольнослушателем на естественный факультет Киевского университета. Учёба его продолжалась недолго: замеченный в студенческих беспорядках, он был лишён права посещать лекции и выслан в Орёл. С этого времени полиция не переставала преследовать Русанова. 4 сентября его арестовали по делу «Рабочего Союза».

### Ссылка
Находясь в тюрьме, Русанов продолжал заниматься самообразованием. Среди книг, прочитанных им в этот период, одна пользовалась его особым вниманием. Это была книга Фритьофа Нансена «Среди льдов и во мраке полярной ночи». Видимо, уже в то время Русанова занимала мысль о полярных путешествиях. Освобождённый в феврале 1899 года под гласный надзор полиции, Русанов не прекращал революционной деятельности и подвергся новым репрессиям. В мае 1901 года на основании «высочайшего постановления» его высылают на два года в город Усть-Сысольск Вологодской губернии. Незадолго до этого он женился на Марии Петровне Булатовой — девушке незаурядных способностей и редких душевных качеств; невзирая на противодействие родителей, Мария последовала за мужем в ссылку. В 1910 году в честь Марии В. А. Русановым был назван мыс (мыс Марии, Баренцево море, Новая Земля).
В Усть-Сысольске Русанов поступил статистиком в земскую управу. Эта работа помимо средств к существованию дала ему возможность исследовать огромный и почти неизученный Печорский край. Во время летних поездок по статистическому обследованию Усть-Сысольского уезда Русанов успевал не только выполнять свои служебные обязанности, но и проводить самые разнообразные наблюдения, послужившие ему впоследствии материалом для ряда научных работ.

### Изгнание
По окончании срока ссылки Русанову не разрешили проживать ни в одном из крупных городов России, лишив его таким образом возможности окончить университет. Стремясь закончить своё образование, Русанов настойчиво хлопотал о разрешении выехать за границу. Осенью 1903 года вместе с женой он уехал в Париж, где поступил в Сорбоннский университет на естественное отделение.
Русанов много и упорно учился. Специализируясь по геологии, он отлично зарекомендовал себя при изучении потухших вулканов Франции и извержения Везувия в 1906 году. Блестящее окончание теоретического курса в 1907 году дало ему право на защиту докторской диссертации. Стремясь принести пользу своей родине, Русанов решил собрать материал для диссертации на Новой Земле, геология которой была почти не изучена, а полезные ископаемые не разведаны.

### Новая Земля
Весной 1907 года В. А. Русанов возвратился в Россию. На этот раз один: его верная спутница — жена — умерла в 1905 году в Париже. Когда Русанов прибыл в Архангельск, он, к своему удивлению, встретил со стороны местных властей всяческое содействие в подготовке экспедиции на Новую Землю. Объяснялось это тем, что на Новой Земле безнаказанно хозяйничали норвежцы, и архангельский губернатор видел в экспедиции Русанова одну из мер, направленных против браконьерства.
В Архангельске к Русанову присоединился студент-зоолог Харьковского университета Л. А. Молчанов, с которым он в середине июля и прибыл на рейсовом пароходе «Королева Ольга Константиновна» к западному устью пролива Маточкин Шар. Отсюда в сопровождении проводника-ненца они на обычном ненецком карбасе совершили плавание по проливу до Карского моря и обратно.
В сентябре Русанов вернулся в Архангельск, а затем, побывав в родном Орле, снова выехал в Париж.
Путешествие на Новую Землю окончательно определило направление его дальнейшей научной деятельности.
Исследования Русанова на Новой Земле, проведённые им самостоятельно и по собственной инициативе, получили высокую оценку профессоров Сорбонны. Поэтому, когда весной 1908 года для французской экспедиции на Новую Землю потребовался геолог, из многих кандидатов единодушно был избран Русанов. Он с радостью принял это предложение, позволявшее ему продолжить свои исследования по геологии Новой Земли. Сборы задержали его в Париже, и он догнал экспедицию в бухте Белушьей на Новой Земле. Отсюда Русанов с тремя участниками экспедиции направился на пароходе «Королева Ольга Константиновна» в становище Маточкин Шар, затем на ненецком карбасе прошёл проливом в Карское море и поднялся вдоль берега к северу до залива Незнаемого. Обследуя этот залив, Русанов сделал интересное открытие: на небольшом полуострове он обнаружил неизвестные до этого ископаемые организмы.

### Талантливый геолог
Продолжая своё путешествие, Русанов совершил первый в истории сухопутный поход по Новой Земле, он пересёк её от залива Незнаемого до бухты Крестовой на западной стороне острова. Баренцева моря достиг лишь один Русанов, остальные путешественники, не выдержав трудностей пути, отстали.
В сентябре экспедиция закончила работы, и Русанов прибыл в Архангельск. Ещё в экспедиции он начал писать научный отчёт о своих исследованиях в 1907 и 1908 годах. Отчёт, представленный им начальнику экспедиции капитану Бенару, был последним без всяких изменений помещён в своих книгах. При этом Бенар ни разу не указал на истинного автора наиболее интересных глав своих трудов.
Зиму 1908—1909 годов Русанов провёл в Париже, продолжая обработку собранных материалов. Написанные им в это время работы свидетельствуют о непрерывном росте его научного кругозора. В своей статье: «О силуре Новой Земли» Русанов приходит к интересным выводам о тесной связи в конце верхнесилурского периода между Ледовитым океаном и исчезнувшим морем Центральной Европы. Важное значение имели также его заключения о путях и времени расселения некоторых разновидностей девонской фауны в полярных областях.
Эта экспедиция принесла Русанову славу талантливого геолога и смелого исследователя. Поэтому, когда архангельские власти стали готовить экспедицию на Новую Землю, они пригласили Русанова принять в ней участие в качестве геолога. Официально возглавлял Ю. В. Крамер, фактически же экспедиция работала по программе, составленной Русановым, и под его руководством. 4 июля 1909 года экспедиция, состоявшая из пяти человек, вышла из Архангельска на пароходе «Королева Ольга Константиновна». В Маточкином Шаре к экспедиции присоединились два проводника-ненца. 9 июля пароход высадил Русанова и его спутников в Крестовой губе, где была организована главная база экспедиции.
Погода не благоприятствовала исследованиям. Кроме того, при разгрузке парохода Русанов сильно повредил ногу. Однако, невзирая на всё это, он ежедневно уходил вглубь острова. Успех неизменно сопутствовал его поискам. На острове было обнаружено много полезных ископаемых, в числе их такие, как каменный уголь, мрамор, диабаз и аспидный камень.

### Северный морской путь
Русанов, справедливо предполагая, что Новая Земля должна со временем стать одной из узловых баз, обслуживающих Северный морской путь, считал необходимым выяснить условия плавания вдоль западного побережья острова, которое, по его мнению, явится составной частью трансарктической трассы. С этой целью вместе с двумя проводниками он совершил смелый переход по морю на утлой шлюпке от губы Крестовой до полуострова Адмиралтейства. Осенью, вернувшись в Архангельск, он выступил с рядом лекций, докладов и статей, привлёкших внимание общественности к Арктике. Особенно его беспокоила судьба Новой Земли. «Печальная картина на русской земле, — писал Русанов. — Там, где некогда в течение столетий промышляли наши русские отважные поморы, теперь спокойно живут и легко богатеют норвежцы».
Зиму 1909—1910 годов Русанов снова провёл в Париже. Весной 1910 года его опять пригласили в Новоземельскую экспедицию, но на этот раз уже в качестве её начальника. Поглощённый проблемами Северного морского пути, Русанов в статье «Возможно ли срочное судоходство между Архангельском и Сибирью через Ледовитый океан?» изложил план сквозного плавания. «До сих пор, — писал он, — с непоколебимым и непонятным упорством стараются пройти в Сибирь… возможно южнее: через Югорский Шар, через Карские Ворота, в более редких случаях через Маточкин Шар. Я предлагаю как раз обратное. Я предлагаю огибать Новую Землю как можно севернее…»

Ниже он продолжает: 
«Нужно иметь в виду, что направление течений северной части Новой Земли до сих пор остается необследованным и что мои предположения на этот счет являются гипотетическими. Вот почему выяснение этого капитального вопроса, по моему мнению, должно составить самую главную задачу Новоземельской экспедиции в 1910 году. Эта экспедиция должна будет окончательно выяснить вопрос о том, насколько удобен предлагаемый мною торговый путь в Сибирь.»
Судно экспедиции «Дмитрий Солунский» под командой известного полярного капитана Г. И. Поспелова 12 июля покинуло Архангельск, имея на борту пять научных работников и десять человек экипажа.
20 июля «Дмитрий Солунский» благополучно достиг западного устья Маточкина Шара, где на судно был взят ненец Илья Вылка, прекрасный знаток полярных льдов, оказавший Русанову неоценимую помощь в предыдущей экспедиции. 16 августа судно достигло крайней северной точки Новой Земли — мыса Желания, обогнув который встретило плавучий лед.
По мере продвижения «Дмитрия Солунского» на юг кромка сплошных льдов, вытянутая с северо-востока на юго-запад, всё больше приближалась к берегу и у Ледяной гавани сомкнулась с ним, преградив дальнейший путь. Попытки обогнуть лёд с северо-востока окончились безуспешно, и вечером 19 августа судно вернулось к мысу Желания, где встали на якорь и решили выждать изменения ледовой обстановки.
Разыгравшийся ночью шторм пригнал массы льда из Баренцева моря, и к утру «Дмитрий Солунский» оказался в ледяном плену. Ледяные поля, непрерывно торосясь, наступали на судно и ежеминутно грозили раздавить его. Используя небольшие то открывавшиеся, то закрывавшиеся разводья, тянувшиеся под берегом, «Дмитрий Солунский» стал пробиваться на восток. Вскоре разводья стали увеличиваться и превратились в широкий прибрежный канал, открывавший путь на юг. Через двенадцать дней судно подошло к восточному входу в Маточкин Шар, а 31 августа вошло в Баренцево море, совершив таким образом обход всего северного острова Новой Земли.
Это выдающееся плавание, совершённое русским судном, впервые после похода Саввы Лошкина, принесло Русанову заслуженную славу.
Произведённые экспедицией исследования намного превосходили всё сделанное в этом районе до неё, значительно расширили познания Новой Земли и гидрологического режима омывающих её вод.
Вернувшись в Архангельск, Русанов направился в Москву. Вместе с ним ехал его новый друг Илья Вылка. Русанов, заметивший в молодом ненце незаурядные способности живописца, познакомил его в Москве с художниками, занятия с которыми позволили Вылке получить недостававшее ему художественное образование.
На родине Русанов вёл большую общественную работу, выступая с лекциями, докладами, статьями и заметками, посвящёнными Северу. К этому времени относится публикация одного из наиболее значительных его трудов, скромно озаглавленного «К вопросу о Северном морском пути».
Зиму Русанов опять проводит в Париже, усиленно работая над докторской диссертацией, а летом 1911 года в четвёртый раз отправляется на Новую Землю. В этой экспедиции на парусно-моторной яхте «Полярная», водоизмещением всего пять тонн, он наконец совершает плавание вокруг южного острова Новой Земли, что ему не удалось выполнить в прошлом году только из-за недостатка горючего. Экспедиция на «Полярной» главное внимание уделила гидрографическим и метеорологическим исследованиям. Особенно много было сделано для изучения поверхностных течений Баренцева и Карского морей.

### Экспедиция на Шпицберген

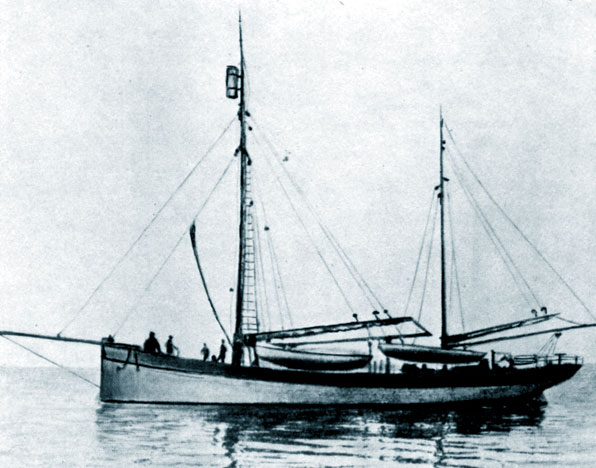
Парусно-моторный кеч «Геркулес» экспедиции В. А. Русанова.

Затем он был назначен начальником экспедиции на Шпицберген. Его путешествия, не знавшие неудач, и всё возраставший авторитет служили лучшей гарантией успеха экспедиции.
Экспедиция отправлялась на небольшом (около шестидесяти четырёх тонн водоизмещения) зверобойном судне «Геркулес», приспособленном для плавания во льдах. Кроме парусного вооружения, судно имело двадцатичетырехсильный двигатель и обладало прекрасными мореходными качествами. В экспедицию вместе с Русановым отправлялась его невеста Жюльетта Жан-Сессин — геолог и врач. В честь невесты В. А. Русанова Жюльетты Жан (1886—1913?) названы бухта Жан (Баренцево море, Новая Земля, название присвоено в 1911 году В. А. Русановым) и ледник Жан (Баренцево море, Новая Земля, название присвоено В. А. Русановым). В честь неё же названо озеро Жюльетты Жан (Карское море, шхеры Минина, остров Колосовых).
9 июля 1912 года «Геркулес» вышел из Александровска-на-Мурмане под командованием капитана А. С. Кучина, имея на борту четырнадцать участников экспедиции. По плану «Геркулес» должен был вернуться в октябре этого же года. Однако полуторагодовой запас продовольствия и обилие полярного снаряжения на судне свидетельствовали о том, что у Русанова были иные намерения. Об этом же довольно прозрачно говорил и сам Русанов в заключительной части плана экспедиции: 
«В заключение нахожу необходимым открыто заявить, что, имея в руках судно выше намеченного типа, я бы смотрел на обследование Шпицбергена как на небольшую первую пробу. С таким судном можно будет широко осветить, быстро двинуть вперед вопрос о Великом Северном морском пути в Сибирь и прийти Сибирским морем из Атлантического в Тихий океан».
16 июля «Геркулес» благополучно достиг острова Западный Шпицберген и вошёл в залив Кломбай (Бельсунн), находящийся на западной стороне острова. Отсюда Русанов вместе с двумя матросами пешком прошёл до восточного берега Западного Шпицбергена и обратно. Этот переход, совершённый в условиях горной местности, покрытой ледником, едва не закончился гибелью Русанова: на обратном пути он провалился в ледниковую трещину и только каким-то чудом задержался на небольшом выступе на краю глубокой пропасти.
Из Бельсунна «Геркулес» перешёл в Ис-Фьорд, а затем в Адвентбай. Обследовав всё западное побережье острова, Русанов открыл богатые месторождения угля.
К началу августа экспедиция закончила выполнение официальной программы: двадцать восемь заявочных знаков, поставленных Русановым, закрепляли за Россией право на разработку угля на Шпицбергене.
Помимо этого были собраны палеонтологические, зоологические и ботанические коллекции, а во время плавания на Шпицберген и в его прибрежных водах проведены океанографические исследования.

Отправив с попутным норвежским пароходом трёх человек со Шпицбергена в Россию, Русанов пошёл на Новую Землю. 18 августа в Маточкином Шаре он оставил для отправки на материк телеграмму следующего содержания: 
«Юг Шпицбергена, остров Надежды. Окружены льдами, занимались гидрографией. Штормом отнесены южнее Маточкина Шара. Иду к северо-западной оконечности Новой Земли, оттуда на восток. Если погибнет судно, направлюсь к ближайшим по пути островам: Уединения, Новосибирским, Врангеля. Запасов на год. Все здоровы. Русанов».
 В этой записке Русанов указывал, что в случае гибели судна он выйдет на один из полярных островов сибирского побережья. 1912 год был крайне неблагоприятен для плавания в нашем секторе Арктики.
Телеграмма, раскрывавшая план Русанова, была последним известием, полученным с «Геркулеса».

### Поиск экспедиции Русанова

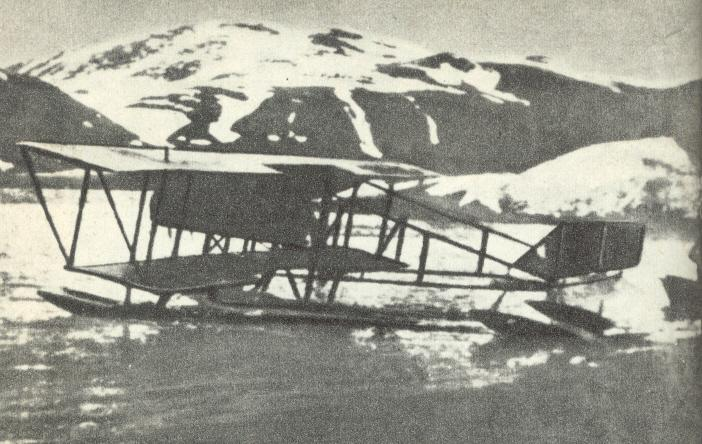
Гидросамолёт Нагурского Farman MF.11 в бухте Крестовая губа на Новой Земле.

К 1914 году сразу три русские арктические экспедиции (В. А. Русанова, Г. Л. Брусилова и Г. Я. Седова) считались пропавшими без вести. 18 января 1914 года Совет министров дал указание морскому министерству предпринять их поиски. Главным гидрографическим управлением были организованы несколько поисковых экспедиций.
В западной спасательной экспедиции под руководством капитана 1-го ранга Исхака Ислямова участвовали четыре судна: барк «Эклипс», пароход «Печора», паровые шхуны «Герта» и «Андромеда». «Эклипс» под командованием приглашенного российским правительством норвежского полярного мореплавателя Отто Свердрупа должен был пройти на восток Северо-Восточным проходом, а остальные суда — осмотреть район Новой Земли и Земли Франца-Иосифа.
Для поисков впервые в мировой истории использовалась полярная авиация: лётчик Ян Нагурский на гидросамолёте «Фарман МФ-11» исследовал с воздуха льды и побережье Новой Земли на протяжении около 1060 километров.
«Эклипсу», в свою очередь, потребовалась помощь во время зимовки 1914—1915 годов у северо-западного побережья полуострова Таймыр. Эвакуацию части моряков с «Эклипса» произвела сухопутная экспедиция на оленях под руководством Н. А. Бегичева.
Освободившись от льдов, «Эклипс» достиг острова Уединения и осенью 1915 года поднял на нём российский флаг.
С восточной стороны поиск был поручен судам гидрографической экспедиции Северного Ледовитого океана под руководством капитана 2-го ранга Б. А. Вилькицкого. Восточная экспедиция также пыталась задействовать воздушную разведку, однако гидросамолёт «Генри-Фарман» лётчика Д. Н. Александрова потерпел аварию в первом же пробном полёте в бухте Эмма (Провидения) на Чукотке и далее не использовался.
В течение 1914—1915 годов экспедиционные ледокол-пароходы «Таймыр» и «Вайгач» (командир П. А. Новопашенный) преодолели весь Северо-Восточный проход, впервые сделав это в направлении с востока на запад.
Тем не менее, поиски 1914—1915 годов не принесли результата. Где и при каких обстоятельствах погибла экспедиция Русанова, выяснить не удалось.

### Надпись «ГЕРКУЛЕС. 1913»
В 1934 году на безымянном островке (сейчас остров Геркулес), находящемся близ берега Харитона Лаптева, был обнаружен столб, врытый в землю, на котором была вырублена надпись «ГЕРКУЛЕС. 1913». В том же году на другом островке (ныне остров Попова-Чухчина, по имени участников экспедиции Русанова), расположенном в шхерах Минина, были найдены остатки одежды, патроны, компас, фотоаппарат, охотничий нож и другие вещи, принадлежавшие участникам экспедиции на «Геркулесе».
После тщательных поисков неподалёку от этих предметов была найдена мореходная книжка матроса «Геркулеса» А. С. Чухчина и серебряные часы с инициалами В. Г. Попова, тоже матроса «Геркулеса», и справка, выданная на его имя.
Судя по этим находкам, можно предполагать, что крайне неблагоприятные ледовые условия в 1912 году принудили «Геркулес» к зимовке где-то в районе северной части Новой Земли, а в следующем году Русанов, видимо, достиг Северной Земли. В пользу этого предположения говорят также следы чьей-то стоянки, обнаруженные в 1947 году в заливе Ахматова на северо-восточном побережье острова Большевик. Возможно, это следы экспедиции Русанова (в публикации исследователей Д. И. Шпаро и А. В. Шумилова поддерживается иная гипотеза).
Каменного угля, несмотря на заявочный столб, экспедиция 1935 года С. В. Обручева не нашла. Столб Русанова был взят для музея Морского научного плавучего института.
В 2000 году в районе горы Минина на полуострове Таймыр экспедицией Орловской гостелерадиокомпании были обнаружены следы стоянки и останки людей. Предполагается, что они также могут принадлежать членам Русановской экспедиции, в частности, капитану Кучину.

## Увековечение имени

Памятник В. А. Русанову в Печоре

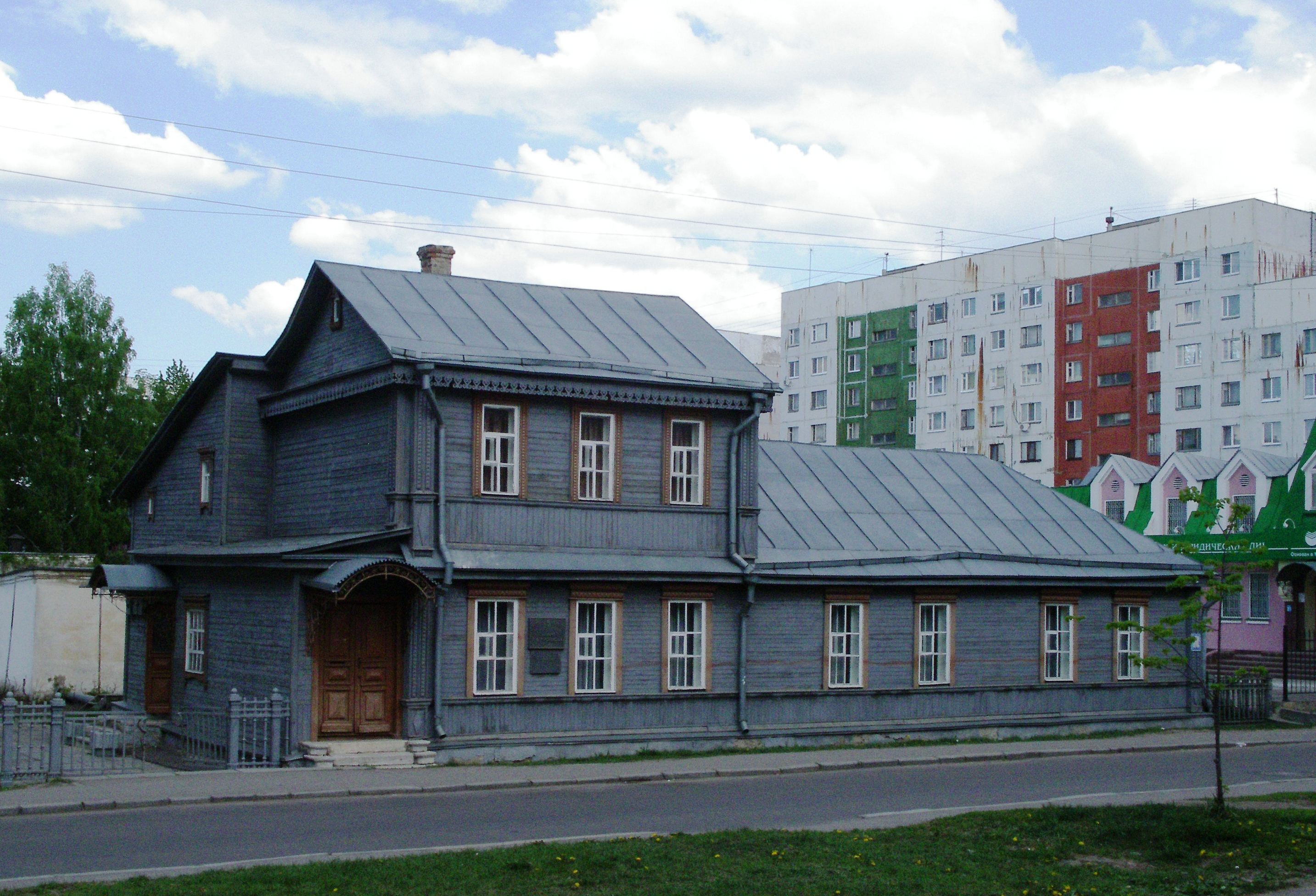
Музей В. А. Русанова в Орле

- В его честь названа гора Русанова в составе Русских гор в Антарктиде[15].
- Бухта Русанова (Баренцево море, Новая Земля; бухта названа в 1927 году участниками экспедиции на экспедиционном судне «Персей»)[15];
- Именем Русанова в городе Северодвинске назван Русановский переулок.
- В 1964 году в Москве в память Русанова был назван проезд.
- Ледокол-пароход «Владимир Русанов».
- Советский портовый ледокол «Владимир Русанов».
- В городах Архангельск, Мурманск и Печора названа улица в его честь.
- В городе Орле названа улица в его честь и установлен бюст исследователя. В 1982 году открыт музей В. А. Русанова.
- В городе Печоре в честь него была названа улица, на которой установлен памятник В. А. Русанову.
- В 1976 году в Троицко-Печорском районе Республики Коми в честь него был назван посёлок Русаново, которой ранее назвался п. Райпромкомбинат.
- В 2018 году в рамках реализации проекта «Ямал СПГ» спущен на воду танкер-газовоз ледового класса пр. Arc7 «Владимир Русанов»[16].
- В 2020 году установлена памятная доска экспедиционным отрядом северного флота и 12 Главного управления МО РФ при финансовой поддержки Алексея Белова
- В честь судна «Геркулес» был назван (в 1935 году) остров (Карское море, берег Харитона Лаптева)[17].

## Сочинения
- Владимир Александрович Русанов. Статьи, лекции, письма. — М.- Л., 1945.

## В художественной литературе
- Владимир Русанов — один из прототипов Ивана Львовича Татаринова в романе «Два капитана» Каверина.
- Яновский А. Н. «Марсельеза» на орловских улицах. — Тула: Приокское книжное издательство, 1989. — 255 с.

## В кино
- 1981 — «Великий самоед» (реж. Аркадий Кордон); в роли В. А. Русанова — Анатолий Азо.